# Salvum fac populum tuum, WAB 40
Salvum fac populum tuum (O Seigneur, sauve ton peuple), WAB 40, est un motet composé par Anton Bruckner en 1884.

## Historique
Le motet, basé sur quelques versets du Te Deum, a été composé le 14 novembre 1884, vraisemblablement à la demande de Franz Xaver Witt pour la société cécilienne. Le manuscrit est archivé à l'Österreichische Nationalbibliothek. Le motet, qui a d'abord été publié dans le Volume IV/2, pp. 496-497 de la biographie Göllerich/Auer, est édité dans le Volume XXI/31 de la Bruckner Gesamtausgabe.

## Musique
L'œuvre de 57 mesure en fa majeur, pour chœur mixte a cappella, est basé sur les versets de "Salvum fac populum tuum" à "Quem ad modum speravimus in te" du Te Deum. 
| Salvum fac populum tuum, Domine et benedic hereditati tuae Et rege eos, et extolle illos usque in aeternum Per singulos dies benedicimus, et laudamus nomen tuum in saeculum et in saeculorum saeculi. Dignare, Domine, die isto, sine peccato nos custodire. Miserere nostri, Domine, miserere nostri Fiat misericordia tua, Domine, super nos Quem ad modum speravimus in te. |

Fait tout à fait unique pour Bruckner, cette composition, qui est basée sur les mêmes versets que la partie 4 de son Te Deum, utilise en alternance des passages à l'unisson, en falsobordone et en polyphonie.

## Discographie
Il y a quelques enregistrements du Salvum fac populum tuum :
- Robert Jones, Choir of St. Bride's Church, Bruckner: Motets – CD : Naxos 8.550956, 1994
- Alois Koch, Chœur de la Cathédrale Saint Edwige, Anton Bruckner: Messe e-Moll – CD : Ars Musici 1186-2, 1996 (avec accompagnement de trombones)
- Balduin Sulzer, Mozart Chor Linz, Bruckner – CD : AtemMusik Records ATMU 97001, 1997
- Hans-Christoph Rademann, NDR-Chor de Hambourg, Anton Bruckner: Ave Maria – CD : Carus 83.151, 2000
- Philipp von Steinäcker, Vocalensemble Musica Saeculorum, Bruckner: Pange lingua - Motetten - CD : Fra Bernardo FB 1501271, 2015
- Sigvards Klava, Latvian Radio Choir, Bruckner: Latin Motets, 2019 – CD Ondine OD 1362
- Christian Erny, The Zurich Chamber Singers, Bruckner Spectrum - CD : Berlin Classics LC06203, 2022

## Sources
- August Göllerich, Anton Bruckner. Ein Lebens- und Schaffens-Bild, vers 1922 – édition posthume par Max Auer, G. Bosse, Ratisbonne, 1932
- Anton Bruckner – Sämtliche Werke, Band XXI: Kleine Kirchenmusikwerke, Musikwissenschaftlicher Verlag der Internationalen Bruckner-Gesellschaft, Hans Bauernfeind et Leopold Nowak (Éditeurs), Vienne, 1984/2001
- Cornelis van Zwol, Anton Bruckner 1824-1896 – Leven en werken, uitg. Thot, Bussum, Pays-Bas, 2012.  (ISBN 978-90-6868-590-9)
- Uwe Harten, Anton Bruckner. Ein Handbuch. Residenz Verlag, Salzburg, 1996.  (ISBN 3-7017-1030-9)